# Okręg wyborczy Irlandia Północna
Okręg wyborczy Irlandia Północna – okręg wyborczy do Parlamentu Europejskiego, o granicach pokrywających się z obszarem Irlandii Północnej. Istnieje od pierwszych bezpośrednich wyborów do PE w 1979 roku, obecnie przypisane mu są trzy mandaty. Ze względu na specyfikę północnoirlandzkiej sytuacji politycznej, okręg używa innej ordynacji wyborczej niż pozostałe okręgi do PE w Wielkiej Brytanii, a mianowicie ordynacji opartej na pojedynczym głosie przechodnim.

## Lista posłów
| kadencja  | posłowie     | posłowie                                            | posłowie      |
| --------- | ------------ | --------------------------------------------------- | ------------- |
| 1979-1984 | Ian Paisley  | John Hume                                           | John Taylor   |
| 1984-1989 | Ian Paisley  | John Hume                                           | John Taylor   |
| 1989-1994 | Ian Paisley  | John Hume                                           | Jim Nicholson |
| 1994-1999 | Ian Paisley  | John Hume                                           | Jim Nicholson |
| 1999-2004 | Jim Allister | Bairbre de Brún                                     | Jim Nicholson |
| 2004-2009 | Jim Allister | Bairbre de Brún                                     | Jim Nicholson |
| 2009-2014 | Diane Dodds  | Bairbre de Brún(do 2012) Martina Anderson (od 2012) | Jim Nicholson |
| 2014-2019 | Diane Dodds  | Martina Anderson                                    | Jim Nicholson |
| 2019-     | Diane Dodds  | Martina Anderson                                    | Naomi Long    |